# Hadena compta
Hadena compta  је врста ноћног лептира (мољца) из породице Noctuidae. Врсту су први описали Michael Denis и Ignaz Schiffermüller 1775. Налази се у Европи, Мароку, Алжиру, Турској, Израелу, Либану, Ираку, Ирану, централној Азији, јужној Русији, Кини и Јапану.

## Опис и варијације
Распон крила је 25-30мм. Предње крило је са вертикалном белом фасцијом, орбикуларном стигмом, флеком на средини унутрашње ивице која се спаја, нема апикалне беле мрље. Код врсте Hadena humilis (Christoph, 1893) фасција има промењену боју, смањену величину, а основа боја је често загасито сива. 
Ларва је црвенкасто-сива, леђна пруга је црвено-браон, са мрљама на сваком сегменту и прошарана упадљивом белом централном линијом. Бочне линије су жућкасте, глава је црвено-смеђа.

## Биологија
Лети од маја до јула, у зависности од локације.
Често се виђа у баштама јер се ларве хране каранфилом и пуцавцем.